# Macinaggio
Macinaggio est la marine de Rogliano, située sur la pointe orientale du Cap Corse. Elle se trouve en bordure d'un site Natura 2000 protégé et classé, comprenant les îles de Finocchiarola et le domaine de Capandula. 

## Géographie

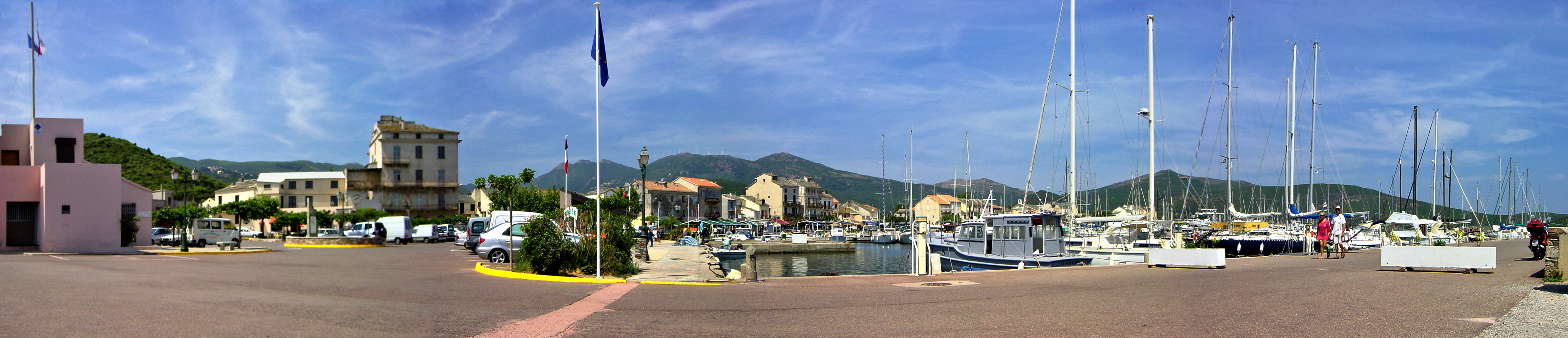
Panorama du port

À l'origine, il existait un port romain appelé « Tamina » qui était situé au nord-est de la péninsule du Cap Corse, le Sacrum promontorium de Ptolémée, à l'embouchure du fiume di Jioielli (ou de Gioielli) au nord duquel a été bâti le port de Macinaggio. 
L'ancien port de pêche et de commerce fut l'un des ports de Corse les plus actifs du temps de la marine à voile, jusqu'au XIXe siècle. 
De juin 1748 à 1753, le port est occupé par les troupes françaises qui le dotent d'une digue de pierres et de bois. Le port sera assiégé par Paoli de 1760 à 1764 mais reste aux Génois jusqu'en 1765.
Vers 1874 Macinaggio était prospère. De ses chantiers sortent de nombreux voiliers et barques.
De nos jours, le port de plaisance, construit sur l'ancien, est le premier du Cap Corse, avec 600 anneaux, et fait face à la côte toscane et aux îles de Capraia et d'Elbe. Le tourisme estival y est fortement actif.
À la Maison du Port sont déposées les découvertes des sites archéologiques.

## Toponymie
En corse la commune se nomme Macinaghju qui doit son nom à ses moulins à vent.

## Histoire
Dans l'Antiquité existait le port romain de « Tamina », située au nord-est de la péninsule du Cap Corse, le Sacrum promontorium de Ptolémée, à l'embouchure du fiume di Jioielli (ou de Gioielli) au nord duquel a été bâti le port de Macinaggio. 
Sur le littoral au nord de Macinaggio, le site préhistorique de la Coscia abriterait les plus anciennes traces du peuplement de la Corse au Paléolithique.
Du XVIe siècle au XIXe siècle, une tour protégeait Macinaggio ; la tour était pourvue d'un magasin. En 1761, après un an de siège, la tour sera prise par Pascal Paoli. Il n'en reste plus rien.
En 1771 la digue de pierres et de bois est ruinée par un fort libeccio.
Vers 1790, ne résidaient à Macinaggio que des fonctionnaires, douaniers et soldats. Les marins et commerçants qui résidaient à Rogliano, possédaient une centaine de magazzini (entrepôts) à Macinaggio. 
Le 3 décembre 1793, les Corses, aidés par l’artillerie du navire anglais le Courageux, désarment et font prisonnière la garnison française de Macinaghju. 
Le 22 février 1794, une flottille anglaise de l'amiral Hood, chassée de Toulon par Bonaparte, met à sac le port, pille les entrepôts, vole les marchandises et brûle ou emmène les voiliers.
En 1859, Macinaggio est relié à Bastia par la route.

### Anecdotes historiques

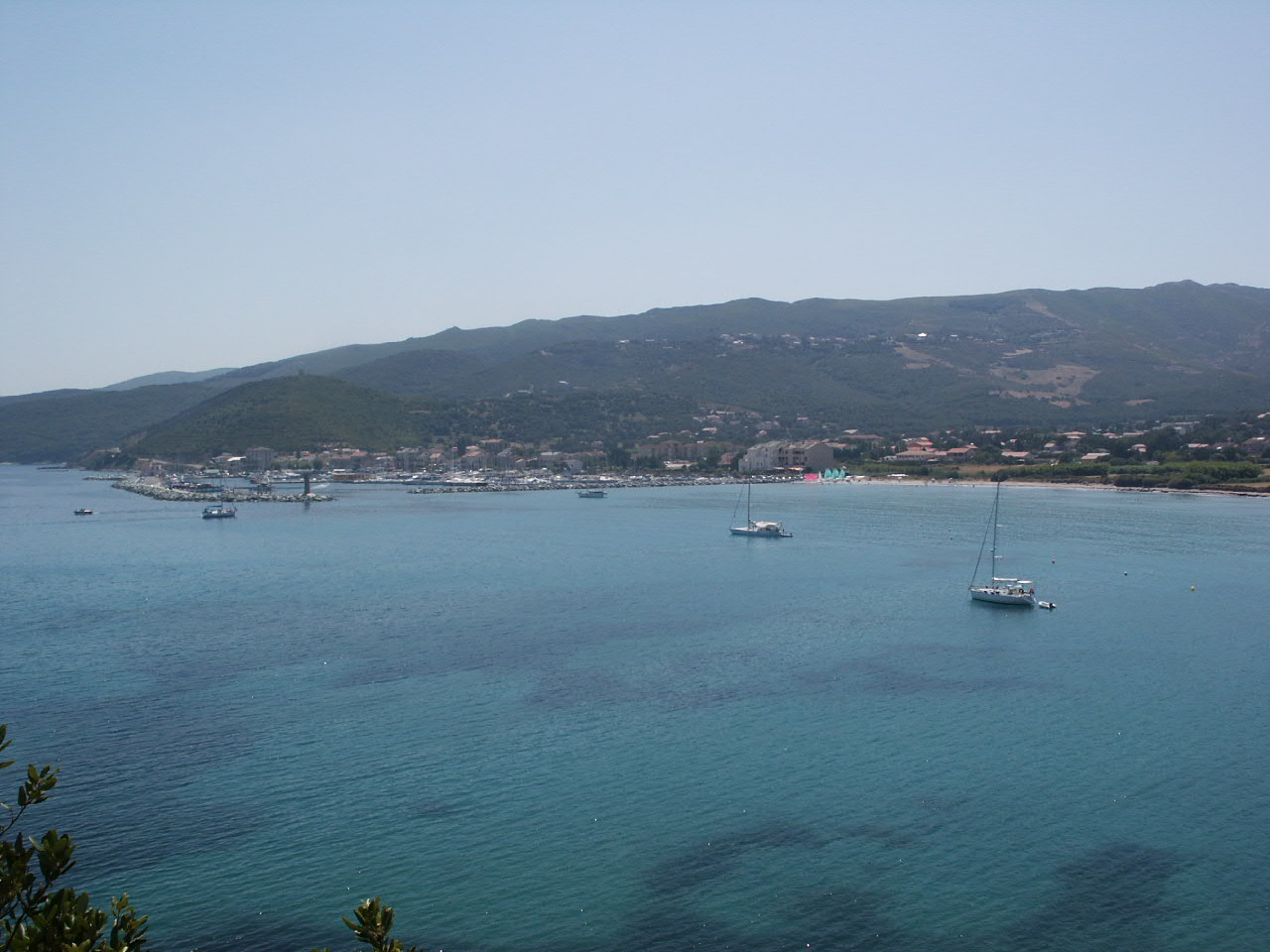
Macinaggio

Macinaggio fut aussi le lieu de nombreux débarquements historiques :
- Saint Paul de Tarse, missionnaire envoyé par Saint Pierre, parti de Rome pour Narbonne, aurait fait escale en 59 dans plusieurs ports de Corse dont Tamina.

« La prédication de St Paul, en Corse, est à rejeter dans le domaine des légendes ; son voyage en Espagne n'est que problématique et, à une époque où la navigation était surtout côtière, il est permis de supposer que, si ce voyage a réellement eu lieu, la route suivie a été celle indiquée par la tradition : de Rome en Gaule et de là en Espagne - Renan, L'Antéchrist, p. 108. ».
- Pascal Paoli, après 21 ans d'exil, débarqua le 14 juillet 1790  à Santa Maria di a Chjappella, au nord de Macinaggio, où il fut accueilli par les habitants de la commune de Rogliano.
- Napoléon Bonaparte alors chef de bataillon, débarqua le 10 juin 1793, arrivant par mer d'Ajaccio.
- Antoine Gentili (descendant des seigneurs de Nonza par sa mère) et Antoine Philippe Darius Casalta, généraux envoyés par le général Bonaparte, débarquent en 1796. En un mois, ils chassent les Anglais de Corse[1].
- L'impératrice Eugénie qui revient des cérémonies d'ouverture du canal de Suez, débarque le 2 décembre 1869. Accueillie avec enthousiasme par la population, l'impératrice fait don de l'élégante balustrade fermant le chœur de l'église et fait ouvrir l'actuelle route de Rogliano à Macinaggio[1].